# Kees Kostense
Cornelis Kostense (Biervliet, 15 november 1937 − Terneuzen, 18 december 2017) was geneeskundige, bestuurder en kamerheer van koningin Beatrix.

## Biografie
Kostense werd geboren in Zeeland maar vervulde na zijn artsexamen in Utrecht, alwaar hij lid werd van het Utrechtsch Studenten Corps, in 1963 functies buiten die provincie. In 1982 werd hij geneesheer-directeur van het ziekenhuis Walcheren en bleef bleef dat tot 1998 nadat er enkele ziekenhuizen mee gefuseerd waren.
Sinds 1989 was Kostense bestuurslid en sinds 1996 voorzitter van Stichting Het Zeeuwse Landschap. Met een symposium nam hij in oktober 2008 afscheid bij HZL. Hij was ook voorzitter van de Stichting Behoud Monumenten Biervliet. In 2000 werd Kostense benoemd tot kamerheer van de koningin in Zeeland, als opvolger van mr. J.J. van der Weel. In 2008 legde hij die functie neer. Als kamerheer begeleidde hij de koningin bij werkbezoeken aan de provincie. In die functie woonde hij ook de uitvaarten bij van prins Claus, prinses Juliana en prins Bernhard. Als kamerheer werd hij opgevolgd door Jack Asselbergs.
Kostense was getrouwd met Ineke Faas en had drie kinderen. Hij was drager van het Erekruis in de Huisorde van Oranje en Ridder in de Orde van Oranje-Nassau.